# Hillcommon
Hillcommon – wieś w Anglii, w hrabstwie Somerset, w dystrykcie (unitary authority) Somerset. W 2013 miejscowość liczyła 315 mieszkańców (49% mężczyzn, 51% kobiet).